# 취리히 연방 공과대학교
취리히 연방 공과대학교(ETH Zürich, ETHZ, 독일어: Eidgenössische Technische Hochschule Zürich, 영어: Swiss Federal Institute of Technology Zürich)는 스위스 취리히에 위치한 이공계 연구중심대학이다. 흔히 ETH(에테하)로도 불린다. 세계 최상위 10개 대학을 거론할때 빠지지 않는 대학이며, 자매대학인 로잔 연방 공과대학교(EPFL)와 함께 스위스 연방정부의 직접 지원을 받는 두개의 공과대학교 중 하나이다. 물리학자 아인슈타인의 모교로도 유명하다.

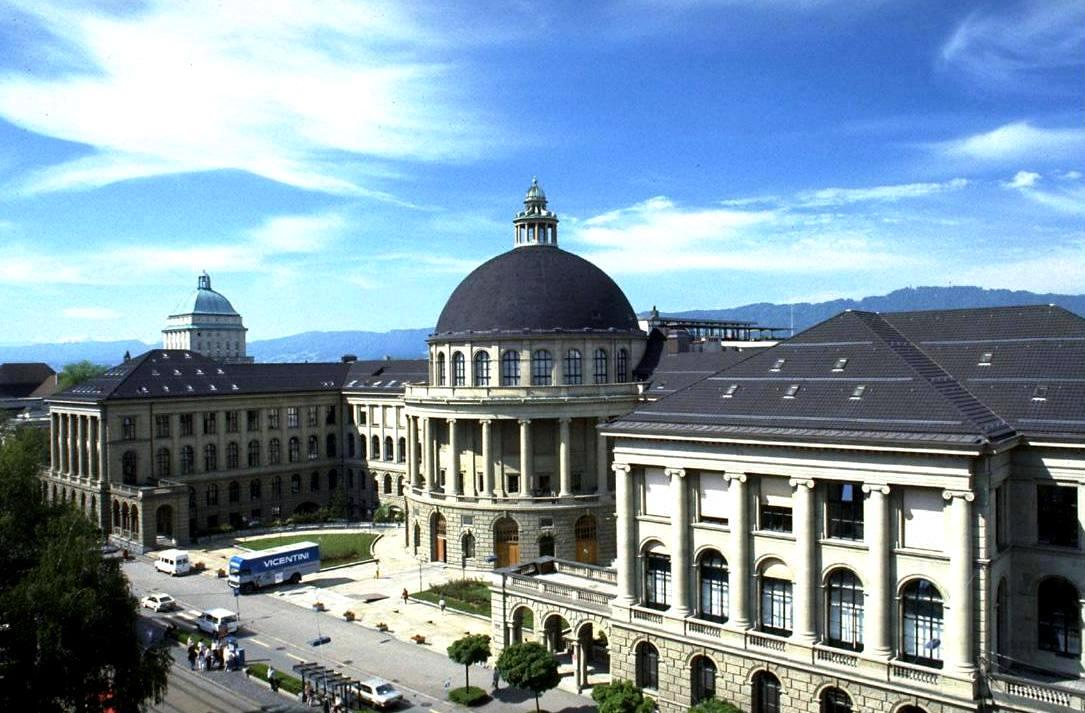
취리히 중심가의 구 본관인 ETH 젠트룸

## 역사
프리드리히 프레 에로제 스위스 연합수반 재임 시기였던 1854년 스위스 연방정부에 의해 설립되었고 요나스 푸러 스위스 연합수반 재임 시기였던 1855년 공업기술 전문학교(Eidgenössische Polytechnische Schule)로 처음 개교하였다. ETH는 스위스 연방정부가 직접 설립한 학교로서, 스위스 주 정부인 칸톤이 설립한 취리히 대학교와는 다른 학교이지만 초창기에는 두 학교가 같은 건물을 공유하기도 하였다. 1909년에 비로소 교육과정을 전면 개편하여 대학교로서의 모습을 갖추게 되었으며 박사 학위를 수여할 수 있게 되었다. 1911년 현재의 이름을 갖게 되었으며 이후 12개 학과를 가진 오늘날에 이른다. 취리히 연방 공과대학교(ETH Zürich), 로잔 연방 공과대학교(EPFL) 및 4개의 연구기관(PSI, Empa, EAWAG, WSL)은 "ETH Domain"라는 연구 및 교육기관의 연합체제를 구성하여 상호 교류하고 있다.

## 캠퍼스
현재 캠퍼스는 취리히 시내 중심가에 위치한 구 본관인 젠트룸(ETH Zentrum)과 주 캠퍼스인 취리히 외곽의 횡거베르크(ETH Hönggerberg)로 이루어져 있다. 일부 과의 특정 수업들은 취리히 대학교(UZH)의 건물을 함께 이용하기도 한다.  

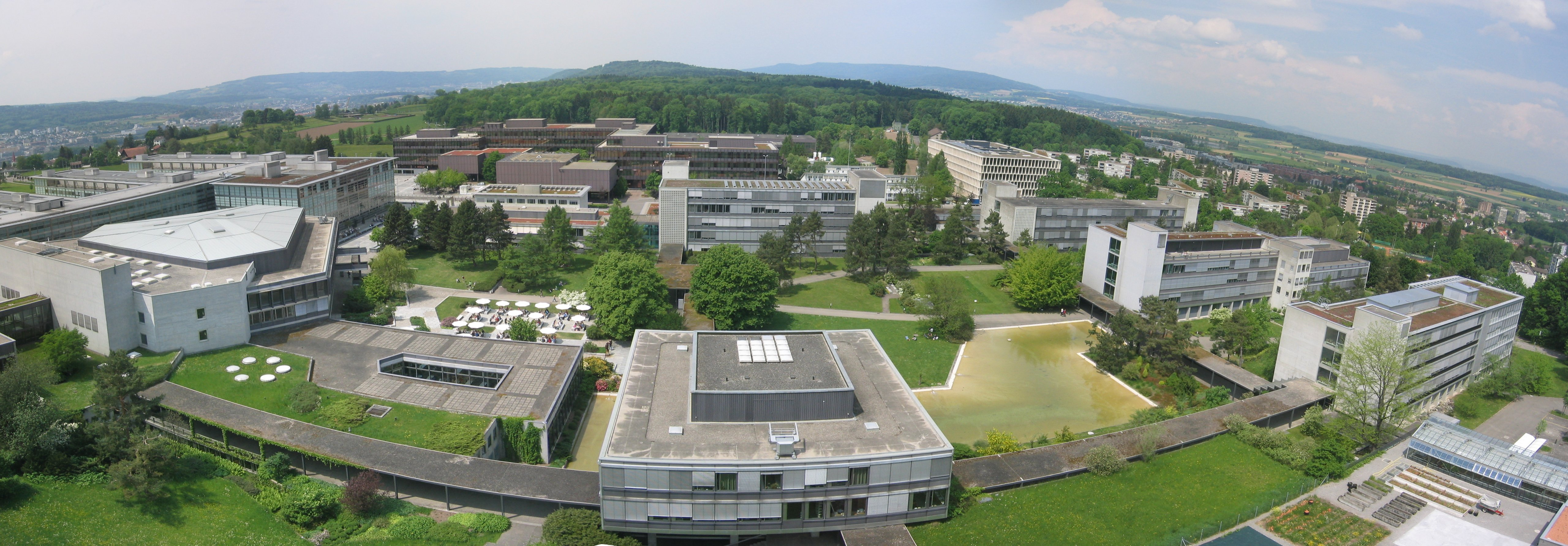
ETH 횡거베르크(Hönggerberg) 캠퍼스 전경

## 저명한 동문 및 위상
물리학자 아인슈타인, 파울리, 화학자 프리츠 하버, 수학자 폰 노이만 및 건축가 산티아고 칼라트라바 등이 이 대학을 졸업하였으며 이 학교의 학생 및 교수 출신으로 30명의 노벨상 수상자를 배출하였다.
2016년, 2017년 기준 타임즈 고등교육 세계대학평가(THE) 9위, QS 세계 대학 순위 8위에 올랐으며, 세계경제포럼이 선정한 세계 최상위 27개 대학 회원중 하나이다.

## 같이 보기
- 로잔 연방 공과대학교
- 분류:취리히 연방 공과대학교 동문
- 분류:취리히 연방 공과대학교 교수